# Артес (Франция)
Арте́с (фр. Arthès, окс. Artés) — коммуна во Франции, находится в регионе Юг — Пиренеи. Департамент — Тарн. Входит в состав кантона Сен-Жюэри. Округ коммуны — Альби.
Код INSEE коммуны — 81018.

## География

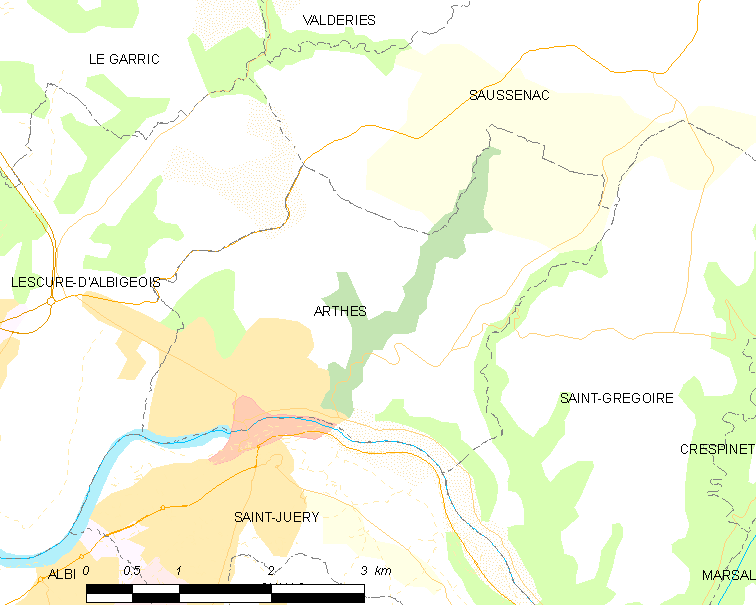
Карта коммуны

Коммуна расположена приблизительно в 550 км к югу от Парижа, в 75 км северо-восточнее Тулузы, в 6 км к северо-востоку от Альби.
На юге коммуны протекает река Тарн.

## Климат
Климат умеренно-океанический. Зима мягкая и дождливая, лето жаркое с частыми грозами. Ветры довольно редки.

## Население
Население коммуны на 2010 год составляло 2463 человека.
| 1962 | 1968 | 1975 | 1982 | 1990 | 1999 | 2010 |
| ---- | ---- | ---- | ---- | ---- | ---- | ---- |
| 1672 | 1644 | 1904 | 2041 | 2134 | 2174 | 2463 |

## Администрация
| Период | Период | Фамилия     | Партия                  | Примечания |
| ------ | ------ | ----------- | ----------------------- | ---------- |
| 2001   | 2008   | Макс Амьель |                         |            |
| 2008   | 2020   | Пьер Доа    | Социалистическая партия |            |

## Экономика
В 2007 году среди 1508 человек в трудоспособном возрасте (15—64 лет) 1121 были экономически активными, 387 — неактивными (показатель активности — 74,3 %, в 1999 году было 69,8 %). Из 1121 активных работали 1040 человек (578 мужчин и 462 женщины), безработных было 81 (33 мужчины и 48 женщин). Среди 387 неактивных 124 человека были учениками или студентами, 144 — пенсионерами, 119 были неактивными по другим причинам.